# Simulium hailuogouense
Simulium hailuogouense är en tvåvingeart som beskrevs av Chen, Huang och Zhang 2005. Simulium hailuogouense ingår i släktet Simulium och familjen knott. Inga underarter finns listade i Catalogue of Life.